# Dytiscus habilis
Dytiscus habilis es una especie de escarabajo del género Dytiscus, familia Dytiscidae. Fue descrita científicamente por Thomas Say en 1830.

## Distribución geográfica
Habita en América del Norte desde Oklahoma hasta el sur de Arizona a lo largo de México hasta Guatemala; es la única especie de Dytiscus que se encuentra en el Neotrópico.